# Frédéric De Gucht
Frédéric De Gucht (1981) is een Belgisch ondernemer en een liberaal politicus. Hij is afkomstig uit Berlare en woont in Brussel.

## Afkomst
De Gucht  is de zoon van Karel De Gucht, gewezen minister van Buitenlandse Zaken en Europees commissaris voor Handel, en Mireille Schreurs, voormalig politierechter in Aalst. Hij is de oudere broer van Jean-Jacques De Gucht.

## Ondernemer
De Gucht behaalde in 2006 een master handelsingenieur aan de VUB Brussel en een master in bedrijfsbeheer/ financiën aan de Solvay Business School in Brussel. Tijdens zijn studies was hij mede-uitbater van een studentencafé in Brussel. Na zijn studies werd hij actief in het bedrijfsleven, onder andere in het vermogensbeheer, in de consultancy en bij het baggerbedrijf DEME. In 2014 werd hij de hoofdaandeelhouder en CEO van het glasverwerkend bedrijf Sprimoglass in Sprimont. Het bedrijf met ongeveer 500 werknemers kende onder zijn leiding een sterke groei.  

## Politicus
Zijn politieke carrière startte in maart 2023 met zijn kandidatuur voor voorzitter van de lokale afdeling van Open Vld Brussel Stad. Als neofiet won hij deze voorzittersverkiezingen in een tumultueuze tweestrijd met uitdager Filip Moeykens, de echtgenoot van toenmalig Brussels Open Vld-politicus Els Ampe.
Als voorzitter leunt De Gucht in Brussel nauw aan bij de Brusselse afdeling van de Franstalige liberale partij MR. Open Vld en MR namen met een gezamenlijke lijst Open Vld-MR deel aan de nationale parlementsverkiezingen op 9 juni 2024. De Gucht stond op de 14de plaats, hij haalde 3309 stemmen, maar werd niet verkozen. Door een veto van De Gucht had Els Ampe, die ondertussen de nieuwe partij Voor U had opgericht, geen plaats gekregen op deze lijst.
In juli 2024 stelde De Gucht zich totaal onverwacht kandidaat als nationaal voorzitter van Open Vld ter gelegenheid van de voorzittersverkiezingen die in augustus 2024 zouden plaatsvinden. Er waren 8 kandidaten, De Gucht strandde op de vierde plaats met 18,4% van de stemmen. Eva De Bleeker werd voorzitter. De Gucht werd tijdens deze verkiezingen wel verkozen als lid van het nationale partijbestuur van Open Vld.
Na de slechte score van Open Vld in de parlementsverkiezingen wijzigde De Gucht de naam Open Vld Brussel Stad in Open BXL. Open BXL en MR namen samen deel aan de gemeenteraadsverkiezingen in oktober 2024 als tweetalige stadslijst MR+. Frédéric De Gucht stond op de 33de plaats en werd niet verkozen.
Als voorzitter van Open BXL werd hij onderhandelaar voor de vorming van een nieuwe Brusselse regering als vervanger van Sven Gatz, die ziek werd. Hij speelde langs Nederlandstalige kant een beslissende rol voor de vorming van een coalitie tussen Groen, N-VA, Open Vld en Vooruit door akkoord te gaan met het invoeren van een regeringscommissaris, aangezien er maar twee ministerposten en één staatssecretarispost voor de Nederlandstalige beschikbaar zijn en Open Vld als kleinste partij in die coalitie zo geen uitvoerend mandaat kon krijgen. Tijdens de aanslepende regeringsonderhandelingen speelde De Gucht een rol bij een rel met de voorzitter van de Brusselse PS, Ahmed Laaouej, die begin december 2024 een veto stelde tegen de toetreding van N-VA langs Vlaamse kant in de Brusselse regering. De Gucht van zijn kant koppelde de deelname van Open Vld aan de Brusselse regering aan de deelname van N-VA. Dit leidde tot een blokkering van de onderhandelingen.